# 時代媒體集團
時代媒體集團 ( Tempo Media Group，IDX : TMPO )是印度尼西亞一家成立于1996年的媒體公司。2001年，該媒體公司出版了一份名为Koran Tempo的日报，旗下還有Tempo杂志。

## 旗下業務

### 電視
- TempoTV

### 網絡媒體
- Tempo.co
- Kok Bisa?

### 紙媒
- Koran Tempo

## 來源
1. ↑  . Tempo.   [2013-07-04]. （原始内容存档于2015-04-25）.

## 外部鏈接
- Situs resmi Tempo Inti Media （页面存档备份，存于）